# The Operator
The Operator (Brasil: Uma Virada na Vida ou Ligação de Alto Risco / Portugal: A Telefonista) é um filme estadunidense de 2000, estrelado por Michael Laurence, Stephen Tobolowsky, Brion James, Brad Leland e Jacqueline Kim. Foi escrito e dirigido por Jon Dichter.

## Sinopse
Uma telefonista resolve se vingar de um cliente rude e indelicado.

## Elenco
- Michael Laurence como Gary Wheelan
- Christa Miller como Janice Wheelan
- Stephen Tobolowsky como Doc
- Brion James como Vernon Woods
- Brad Leland como marido
- Jacqueline Kim como telefonista

## Recepção
The Operator recebeu críticas mistas dos críticos. O site Metacritic reporta uma pontuação média de 44 em 100. Em Rotten Tomatoes o filme atualmente tem uma pontuação de 45%.